# Darren Sutherland
Darren Sutherland (n. 18 aprilie 1982, Dublin, Irlanda – d. 14 septembrie 2009, Greater London, Anglia, Regatul Unit) a fost un boxer ce a reprezentat Irlanda, medaliat olimpic. A participat la o ediție a Jocurilor Olimpice (2008) în care a câștigat o medalie de bronz.

## Participări
Lista de mai jos prezintă principalele competiții la care a participat Darren Sutherland de-a lungul carierei.
- boxing at the 2008 Summer Olympics – middleweight[*]